# Maarssen
Maarssen este o comună și o localitate în provincia Utrecht, Țările de Jos. 

## Localități componente
Maarssen, Maarssenbroek, Maarssen-dorp, Maarsseveen, Molenpolder, Oud-Maarsseveen, Oud-Zuilen, Tienhoven.